# Donja Bišnja
Donja Bišnja är ett samhälle i Bosnien och Hercegovina.   Det ligger i entiteten Republika Srpska, i den norra delen av landet, 130 km norr om huvudstaden Sarajevo. Donja Bišnja ligger 117 meter över havet och antalet invånare är 148.
Terrängen runt Donja Bišnja är huvudsakligen platt. Donja Bišnja ligger nere i en dal. Närmaste större samhälle är Kalenderovci Donji, 2,9 km väster om Donja Bišnja. 
Omgivningarna runt Donja Bišnja är en mosaik av jordbruksmark och naturlig växtlighet. Runt Donja Bišnja är det ganska tätbefolkat, med 67 invånare per kvadratkilometer.